# Janvier 1778
Cette page présente les faits marquants du mois de janvier 1778.

## Événements

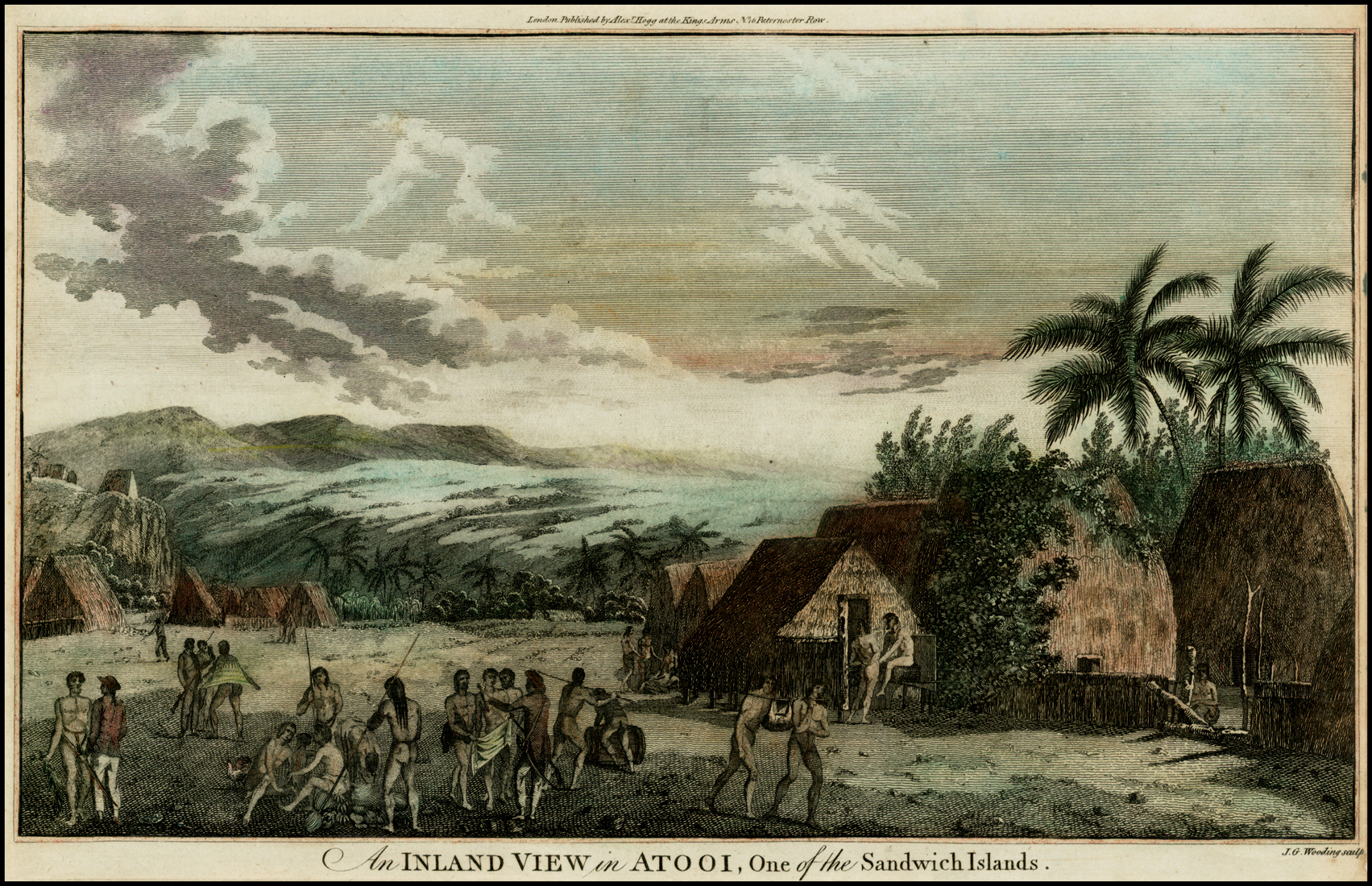
Vue intérieure de Atooi, une des îles Sandwich. Lithographie représentant un village visité par le capitaine Cook près de Waimea (Kauai) selon une gravure de John Webber de 1778.

- 18 janvier : James Cook découvre certaines des îles Sandwich, aujourd’hui îles d’Hawaii, et en effectue le relevé[1].
  - Les marins de James Cook sont les premiers européens à observer la pratique du surf à Hawaii[2].

- 30 janvier : traité d'amitié et d'accord commercial entre la France et les États-Unis, chacun promettant d'accorder à l'autre la clause de la nation la plus favorisée. Le traité énonce le principe de la liberté des mers et du droit des états neutres à commercer avec des nations en guerre. La France s'engage à prendre sous sa protection les navires des États-Unis et à leur favoriser le commerce en Méditerranée. En contrepartie, les Français ne seront pas troublés dans leur droit de pêche sur les bancs de Terre-Neuve.

## Naissances
- 1er janvier : Charles Alexandre Lesueur (mort en 1846), naturaliste, artiste et explorateur français.
- 16 janvier : Jean-Siméon Champy (mort en 1845), chimiste français.

## Décès

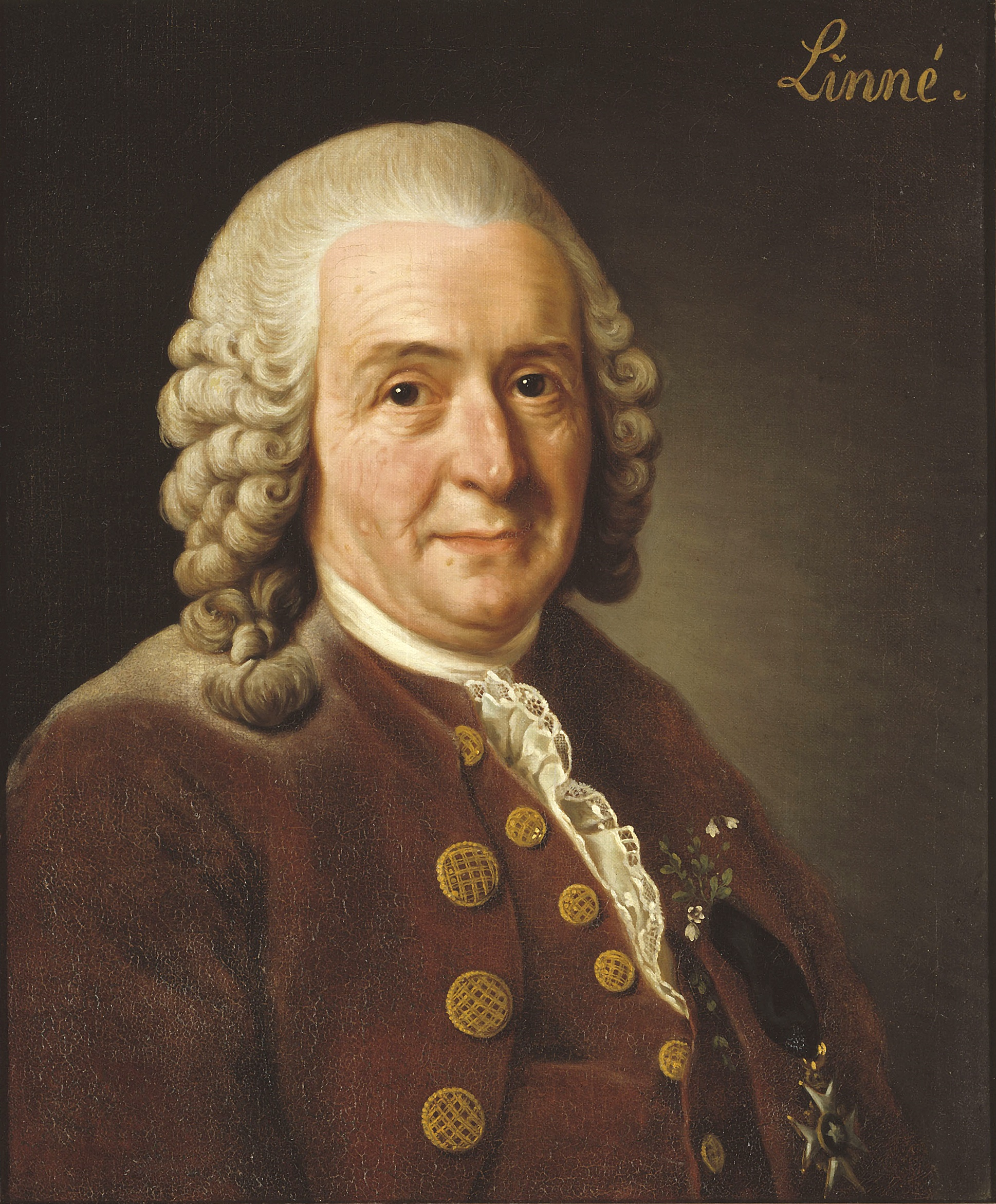
Carl von Linné

- 3 janvier : Paul-Jacques Malouin (né en 1701), médecin et chimiste français.
- 4 janvier : Charles Eisen, peintre et graveur français (° 17 août 1720).
- 10 janvier : Carl von Linné, naturaliste suédois (° 23 mai 1707).